# Veuve Cheurlin
Veuve Cheurlin is een in 1919 gesticht champagnehuis dat in Celles-sur-Ource is gevestigd. Het zelfstandige bedrijf is een "négociant-manipulant", wat inhoudt dat het druiven teelt en tot champagne verwerkt. In de kelders van Veuve Cheurlin wordt de oogst steeds geassembleerd met behulp van de reserve van het vorige wijnjaar. Zo wordt een meer gelijkmatige kwaliteit bereikt.
De Veuve Cheurlin Reserve Brut is de "Brut Sans Année" en daarmee het visitekaartje van het huis. Het is een blanc de blancs op basis van 60% pinot blanc en 40% chardonnay. Het gebruik van de pinot blanc die in de Champagne ook wel de "Blanc vrai" wordt genoemd is in de Champagne ongebruikelijk.
Het huis bezit 10 hectare wijngaard waarop wijnstokken groeien waarvan de helft ouder is dan 40 jaar. De andere helft van de aanplant is vrij jong met een gemiddelde leeftijd van tussen de 5 en 20 jaar. Champagne Veuve Cheurlin verbouwt pinot noir, pinot blanc en chardonnay.
De jaarlijkse productie bedraagt 160.000 flessen
Champagne Veuve Cheurlin brengt ook champagne in de handel met het etiket Jean Arnoult, het oudste huis aan de oevers van de Aube. 